# Parafia Chrystusa Miłosiernego w Gdyni
Parafia Chrystusa Miłosiernego w Gdyni – rzymskokatolicka parafia usytuowana w gdyńskiej dzielnicy Redłowo przy ulicy Kopernika. Wchodzi w skład dekanatu Gdynia Orłowo, który należy do archidiecezji gdańskiej.

## Historia
- 24 czerwca 1981 – Ordynariusz Chełmiński – Marian Przykucki, dekretem biskupim erygował i ustanowił parafię[1];
- 27 września 1985 – rozpoczęcie budowy kościoła;
- 25 marca 1992 – papież Jan Paweł II wydał bullę „Totus Tuus Poloniae Populus” reorganizującą administrację kościelną w Polsce i zgodnie z tymi zmianami, parafia stała się częścią Archidiecezji Gdańskiej;
- 22 maja 1996 – Konsekracja kościoła, której dokonał Tadeusz Gocłowski CM – arcybiskup metropolita gdański;
- Kościół parafialny był od 1 lipca 2009 do 30 czerwca 2014 – siedzibą dekanatu, a jej proboszcz dziekanem.

## Proboszczowie
- 1981–2003: ks. kan. Jerzy Kłopotek-Główczewski[2]
- 2003–2017: ks. prał. mgr Michał Oksiuta[3]
- od 28 V 2017: ks. kan. mgr lic. Wiesław Philipp[4]